# Vương Nhân Hoa
Vương Nhân Hoa (tiếng Trung giản thể: 王仁华, bính âm Hán ngữ: Wáng Rénhuá, sinh năm 1962, người Hán) là tướng lĩnh Quân Giải phóng Nhân dân Trung Quốc. Ông là Trung tướng Quân Giải phóng Nhân dân Trung Quốc, Ủy viên Ủy ban Trung ương Đảng Cộng sản Trung Quốc khóa XX, hiện là Bí thư Ủy ban Chính trị Pháp luật Quân ủy Trung ương, Ủy viên Ủy ban Chính trị Pháp luật Trung ương Đảng Cộng sản Trung Quốc. Ông từng là Phó Bí thư Ủy ban Chính Pháp Quân ủy; Bí thư Ủy ban Kỷ luật Hạm đội Đông Hải.
Vương Nhân Hoa là đảng viên Đảng Cộng sản Trung Quốc, ông có sự nghiệp đa phần phục vụ công tác hậu cần, chính trị nội bộ trong các đơn vị, cơ quan quân đội Trung Quốc.

## Sự nghiệp
Năm 1978, Vương Nhân Hoa nhập ngũ Quân Giải phóng Nhân dân Trung Quốc, phục vụ ở các đơn vị hậu cần, chính trị, trang thiết bị quân nhu. Trước năm 2010, ông là Trưởng ban Bảo vệ của Bộ Chính trị Bộ Phát triển Trang bị Quân ủy Trung ương. Năm 2012, ông được phân sang Lực lượng Chi viện chiến lược, nhậm chức Chủ nhiệm Chính trị Trung tâm Phóng vệ tinh Tửu Tuyền của Bộ Hệ thống hàng không vũ trụ thuộc quân chủng này, rồi được phong quân hàm Thiếu tướng vào đầu năm 2013. Tháng 1 năm 2015, ông được điều trở lại Bộ Phát triển Trang bi Quân ủy Trung ương, là Chủ nhiệm Bộ Chính trị Cục Đặt hàng nghiên cứu của cơ quan này. Một năm sau, ông được điều chuyển làm Chủ nhiệm Bộ Công tác chính trị Lục quân Quân Giải phóng Nhân dân Trung Quốc, rồi đến tháng 1 năm 2017 thì được điều tới Chiến khu Đông Bộ khi chiến khu này vừa được thành lập trong thời gian ngắn, được bổ nhiệm làm Bí thư Ủy ban Kỷ luật Hạm đội Đông Hải, được 1 năm thì điều về trung ương nhậm chức Phó Bí thư Ủy ban Chính trị và Pháp luật Quân ủy Trung ương.
Tháng 12 năm 2019, Vương Nhân Hoa được thăng chức là Bí thư Ủy ban Chính trị Pháp luật Quân ủy Trung ương, được phong quân hàm Trung tướng, đồng thời là Ủy viên Ủy ban Chính trị Pháp luật Trung ương Đảng Cộng sản Trung Quốc từ tháng 2 năm 2020. Giai đoạn đầu năm 2022, ông được bầu làm đại biểu tham gia Đại hội Đảng Cộng sản Trung Quốc lần thứ XX từ đoàn Quân Giải phóng và Vũ cảnh. Trong quá trình bầu cử tại đại hội, ông được bầu làm Ủy viên Ủy ban Trung ương Đảng Cộng sản Trung Quốc khóa XX.

## Lịch sử thụ phong quân hàm
| Quân hàm |             |             |  |  |  |  |  |  |  |  |  |
| Cấp bậc  | Thiếu tướng | Trung tướng |  |  |  |  |  |  |  |  |  |
|          |             |             |  |  |  |  |  |  |  |  |  |